# Pedro González de Mendoza
Pedro González de Mendoza (Guadalajara, 3 mei 1428 - aldaar, 11 januari 1495) was een Spaans kardinaal en was aartsbisschop van Sevilla en Toledo.

## Biografie
Pedro González de Mendoza werd als vierde zoon geboren van Íñigo López de Mendoza. Als jongere zoon werd Pedro González al op jonge leedtijd naar de kerk gestuurd om daar carrière te maken. Al op 24-jarige leeftijd werd hij door Johan II van Castilië benoemd tot bisschop van Calahorra. Naast zijn bisschopswerk was De Mendoza ook een politiek en militair leider. Zo vocht hij onder Hendrik IV van Castilië mee tijdens de Tweede Slag bij Olmedo. Hij raakte hierbij gewond aan zijn arm.
Kort daarop kreeg hij een verhouding met een Portugese hofdame bij wie hij enkele kinderen verwekte. In 1473 werd hij benoemd tot kardinaal en werd De Mendoza aartsbisschop van Sevilla. Negen jaar later werd hij ook benoemd tot bisschop van Toledo. De Mendoza had ook een belangrijke rol als aanvoerder in de Oorlog van Granada. Een jaar na de Val van Granada ging zijn gezondheid achteruit. Tijdens zijn ziektebed werd hij nog bezocht door koning Isabella I van Castilië. Hij overleed twee jaar na het begin van ziektebed in 1495.
- Biblioteca Nacional de España: XX1142716
- Bibliothèque nationale de France: cb12370275v (data)
- Gemeinsame Normdatei: 104357215
- International Standard Name Identifier: 0000 0000 6156 8047
- Library of Congress Control Number: n2009035506
- Nederlandse Thesaurus van Auteursnamen: 120472422
- SNAC: w6z62c9x
- Système universitaire de documentation: 032728352
- Virtual International Authority File: 65429493
- WorldCat: E39PBJpdKjxWCRpmq7YWwXCWjC